# Isla Rugosa

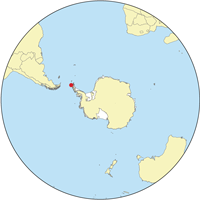
Situación de la isla Rugosa.

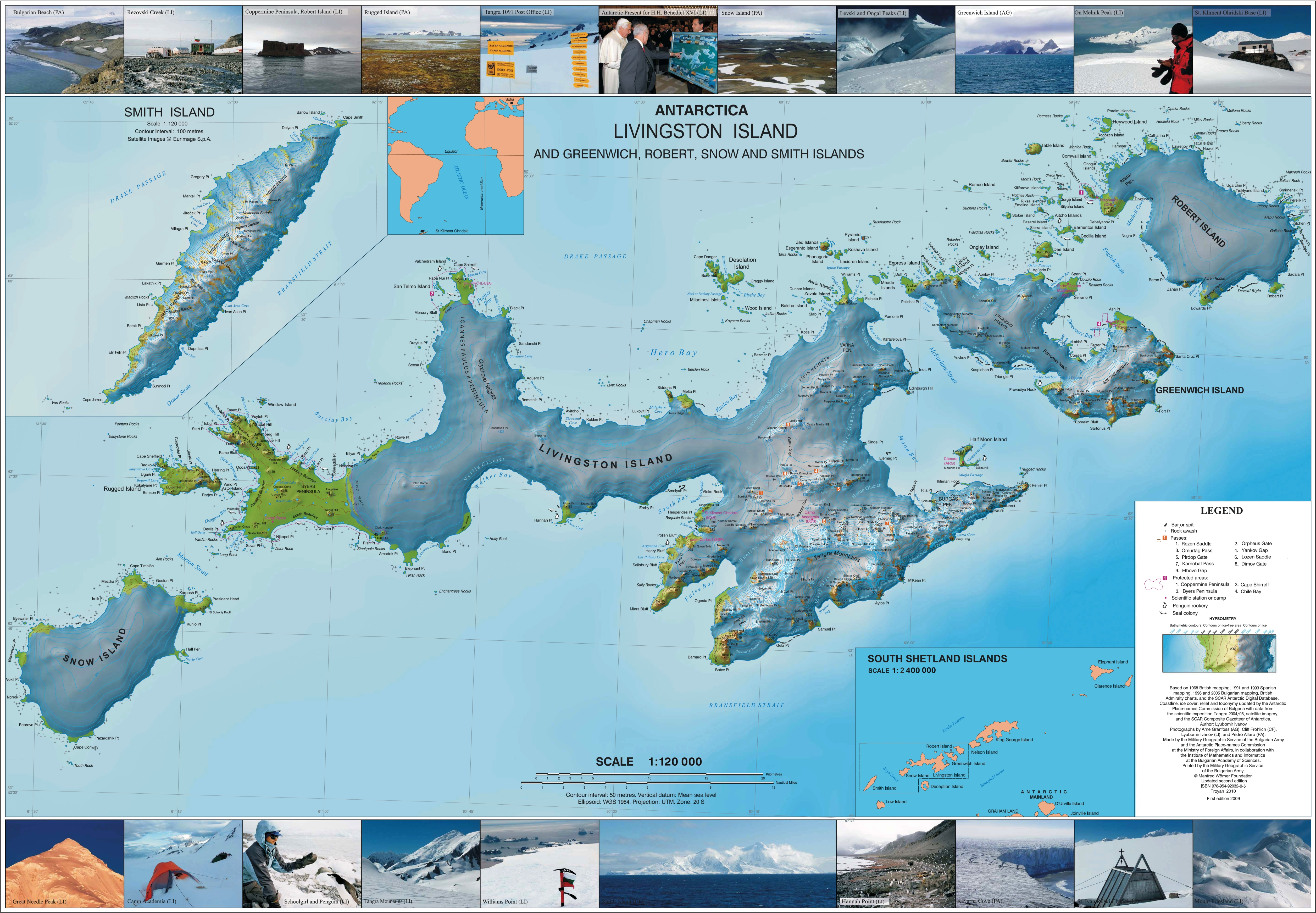
Topographic map of Livingston Island, Greenwich, Robert, Snow and Smith Islands.

La isla Rugosa o Rugged, se llamó también históricamente isla Lloyds o isla Ragged, es una isla situada a 62°38′S 61°15′O / -62.633, -61.250 al oeste de la isla Livingston en el archipiélago de las islas Shetland del Sur en la Antártida. Tiene 3 millas de longitud por 1 milla de ancho.
La isla Rugosa fue visitada por primera vez en 1819 por el navío de cazadores de focas Espirito Santo fletado por comerciantes ingleses en Buenos Aires, y mandado por el capitán Joseph Herring. El barco llegó a una bahía hoy conocida como la ensenada Hersilia, de la costa norte, donde su tripulación inglesa atracó el día de Navidad de 1819 y reclamó las islas para el rey Jorge III. Al navío Espirito Santo se le unió sobre el 23 de enero de 1820 el bergantín estadounidense Hersilia mandado por el capitán James Sheffield y como segundo Nathaniel Palmer, el primer cazador de focas estadounidense en las islas Shetland del Sur. Una narración de estos acontecimientos fue publicada por el capitán Joseph Herring en julio de 1820 en la edición del Imperial Magazine (Revista Imperial), Londres.

## Reclamaciones territoriales
Argentina incluye a la isla en el departamento Antártida Argentina dentro de la provincia de Tierra del Fuego, Antártida e Islas del Atlántico Sur; para Chile forma parte de la comuna Antártica de la provincia Antártica Chilena dentro de la Región de Magallanes y de la Antártica Chilena; y para el Reino Unido integra el Territorio Antártico Británico. Las tres reclamaciones están sujetas a las disposiciones del Tratado Antártico.
Nomenclatura de los países reclamantes:
- Argentina: isla Rugosa
- Chile: isla Rugged
- Reino Unido: Rugged Island

## Mapa
- L.L. Ivanov y otros, Antártida: la isla Livingston y la isla Greenwich, archipiélago de las islas Shetland del Sur (desde el estrecho English al estrecho Morton, con ilustraciones y la representación de la capa de hielo), escala 1:100.000, Comisión de Topónimos Antárticos de Bulgaria, Sofía, 2005. En inglés.
- L.L. Ivanov. Antarctica: Livingston Island and Greenwich, Robert, Snow and Smith Islands. Scale 1:120000 topographic map.  Troyan: Manfred Wörner Foundation, 2009.  ISBN 978-954-92032-6-4

- Datos: Q120499